# Eclissi solare del 14 gennaio 1964
L'Eclissi solare del 14 gennaio 1964 è stato un evento astronomico che ha avuto luogo il suddetto giorno attorno alle ore 20:30 UTC. Tale evento ha avuto luogo nella maggior parte dell'Antartide, nella punta meridionale del Sud America e in alcune aree circostanti. L'eclissi del 14 gennaio 1964 è stata la prima eclissi solare nel 1964 e la 146ª nel XX secolo. La precedente eclissi solare si è verificata il 20 luglio 1963, la seguente il 10 giugno 1964.
Solitamente avvengono due eclissi solari ogni anno; questo anno ne sono avvenute quattro, tutte eclissi solari parziali. 
Il giorno della luna nuova (novilunio), la differenza tra le distanze apparenti di luna e sole osservate sulla terra è estremamente piccola. In tale momento, se la luna si trova in prossimità del nodo lunare, cioè uno dei due punti in cui la sua orbita interseca l'eclittica, si verifica un'eclissi solare. Quando vi è assenza di ombra e la penombra raggiunge parte dell'estremità settentrionale o meridionale della terra, si verifica un'eclissi solare parziale, che si verifica quindi presso le regioni polari della Terra. 

## Percorso e visibilità
Questa eclissi parziale poteva essere vista in Antartide eccetto nelle aree vicine al Sud Africa, in Australia meridionale e Tasmania meridionale, Isole Falkland, Georgia del Sud e Isole Sandwich Australi. Nelle regioni del Sud America a est della linea internazionale del cambio di data l'eclissi solare è avvenuta il 14 gennaio locale mentre la parte dell'Australia a ovest ha visto l'eclissi solare il 15 gennaio. Non essendo definito un fuso orario in Antartide, l'eclissi solare in alcune zone polari è durata dalla tarda notte del 14 gennaio alla mattina presto del 15 gennaio.

## Eclissi correlate

### Eclissi solari 1961 - 1964
Questa eclissi è un membro di una serie semestrale. Un'eclissi in una serie semestrale di eclissi solari si ripete approssimativamente ogni 177 giorni e 4 ore (un semestre) in nodi alternati dell'orbita della Luna.